# Alla Fjodorowna Dudajewa
Alla Fjodorowna Dudajewa, geboren Alewtina Fjodorowna Kulikowa, (russisch Алла Фёдоровна Дудаева, Geburtsname russisch Алевтина Фёдоровна Куликова; * 24. März 1947 in Rajon Kolomna) ist eine sowjetisch-russische Künstlerin, Dichterin und Schriftstellerin.

## Leben
Dudajewas Vater Fjodor Wassiljewitsch Kulikow (* 1927, nicht verwandt mit dem Armeegeneral Anatoli Sergejewitsch Kulikow) war das achte von 11 Kindern einer Bauernfamilie. 1944 während des Deutsch-Sowjetischen Krieges trat er als Freiwilliger in die Rote Armee ein und absolvierte die 3. Tschkalow-Militärluftfahrtschule in Woroschilowgrad. 1946 heiratete er die gleichaltrige Walentina Petrowna Iwanowna, mit der er 12 Kinder bekam. 1947 wurde er Unterleutnant der Luftstreitkräfte der Sowjetunion und diente dann in der Sowjetischen Besatzungszone/DDR und in der Region Transbaikalien in den Garnisonen Tschita, Ukurei, Borsja, in Anadyr, auf der Wrangelinsel und auf dem Militärflugplatz Schaikowka. 1972 wurde er aus Gesundheitsgründen als Major aus der Armee entlassen.
Dudajewa studierte an der Fakultät für Kunst und Grafik des Smolensker Pädagogik-Instituts (Abschluss 1970). In Schaikowka lernte sie den tschetschenischen Bomberpiloten und Mitglied der KPdSU Dschochar Mussajewitsch Dudajew kennen, den sie 1969 heiratete mit Übertritt zum Islam. Sie bekamen zwei Söhne Awlur und Degi und eine Tochter Dana.
In den 1980er Jahren arbeitete Dudajewa als Zeichenlehrerin in der Mittelschule der Siedlung am Militärflugplatz Sredni im Rajon Ussolski, Oblast Irkutsk.
Nach dem Tod ihres Mannes, der im Oktober 1991 Präsident der Tschetschenischen Republik Itschkerien geworden war, im Ersten Tschetschenienkrieg am 21. April 1996 versuchte Dudajewa Tschetschenien zu verlassen und in die Türkei zu fliegen. Auf dem Flughafen Naltschik wurde sie festgenommen und von einem jungen Offizier verhört, der sich als Oberst Alexander Wolkow vorstellte und den sie später im Fernsehen als Alexander Walterowitsch Litwinenko wiedererkannte. Achmed Chalidowitsch Sakajew konnte bestätigen, dass Litwinenko unter dem Namen Wolkow Dudajewa verhört hatte. Als am 28. Mai 1996 der russische Präsident Boris Nikolajewitsch Jelzin sich im Kreml mit den Führern der tschetschenischen Separatisten traf, sagte er ihnen die Freilassung Dudajewas zu. Darauf kehrte sie nach Tschetschenien zurück und wurde Mitarbeiterin des Kulturministeriums der Tschetschenischen Republik Itschkerien.
Im Oktober 1999 verließ Dudajewa mit ihren erwachsenen Kindern Tschetschenien und ließ sich in Baku nieder. 2002 zog sie zu ihrer Tochter in Istanbul. Dann reiste sie nach Wilna, wo ihr Sohn Awlur die litauische Staatsbürgerschaft und einen Pass auf den Namen Oleg Dawydow erhielt, während sie nur eine Aufenthaltsgenehmigung erhielt. Im Hinblick auf ihren Aufenthalt 1987–1990 in Dorpat, wo ihr Mann Garnisonschef gewesen war, versuchte sie 2003 und 2006 vergeblich, die estnische Staatsbürgerschaft zu erhalten.
Seit 2016 lebt Dudajewa in Stockholm, wo ihr schwedisches Asyl gewährt worden ist.
Dudajewa schrieb die Erinnerungen an ihren Mann und verfasste eine Reihe von Büchern, die in Litauen, Estland, Aserbaidschan, in der Türkei und in Frankreich erschienen. Sie schrieb Gedichte und malte. Dank der Bekanntheit ihres Mannes wurden ihre Bilder in verschiedenen Ländern ausgestellt. Ihr Kulturprogramm über den Kaukasus wurde vom russischsprachigen Georgischen Ersten Kaukasischen Infokanal bis zu dessen Einstellung am 20. Oktober 2012 gesendet.
2009 wurde Dudajewa Mitglied des Präsidiums der Exilregierung der Tschetschenischen Republik Itschkerien. Im April 2019 erklärte sie sich zur Vorsitzenden dieses Präsidiums.